# Oldřich Wenzl
Oldřich Wenzl (ur. 3 października 1921 w Mielniku, zm. 7 sierpnia 1969 tamże) – poeta i tłumacz. Pochodził z rodziny adwokata. Ukończył gimnazjum w rodzinnym mieście. Podczas wojny pracował w praskich biurach koncernu Škoda. W Pradze poznał czołowych czeskich surrealistów: malarkę Toyen, malarza i poetę Jindřicha Štyrskiego i poetę Jindřicha Heislera, który wówczas z powodu swego żydowskiego pochodzenia ukrywał się przed Niemcami. To zapewne Toyen zwróciła na Wenzla uwagę ówczesnego przywódcy działającej wtedy w podziemiu praskiej grupy surrealistów Karla Teigego. Po wojnie Wenzl wstąpił na Uniwersytet Karola, w 1948 otrzymał tytuł doktora praw. Podczas studiów nawiązał przyjacielskie stosunki z twórcami należącymi do surrealizującej Grupy Ra (Skupia Ra); nie był formalnie jej członkiem, ale pozostawał blisko z nią związany. Jego wiersze zaprezentowano w 1947 roku podczas praskiego wieczoru literackiego Grupy, w którym uczestniczył. Zarabiał na życie jako aplikant adwokacki, pracownik poradni adwokackiej, potem w Komisji Planowania, wreszcie prawnik dużych zakładów chemicznych. W latach pięćdziesiątych zapadł na nieuleczalną chorobę. Od 1961 do śmierci przykuty był do łóżka i przebywał w szpitalach.
Pisać zaczął w latach gimnazjalnych, jego poetyka kształtowała się pod wpływem Benjamina Péreta i Paula Éluarda, którego później tłumaczył. Debiutował w 1938 roku w czasopiśmie „Mladá kultura”. Po 1945 drukował w pismach „Blok”, „Kvart” i „Mladé archy”. Dopiero jednak w 1964 wyszła pierwsza jego książka, zbiorek poetycki Yehudi Menuhin. Tomik ten zresztą pierwotnie miał się ukazać już w 1948 (w serii wydawniczej „Ra”), w czym przeszkodził pucz komunistyczny i likwidacja niezależnych inicjatyw kulturalnych. Kolejne tomy to Hřích ublížit (1966, Grzech skrzywdzić) i Veliký požár (1968, Wielki pożar). Już po śmierci autora wyszedł zbiorek Lento (1971). Ostatniego zbiorku, Dvanáct poledních úderů (Dwanaście południowych uderzeń) nie udało się osobno opublikować. Za to w roku 1982 wydano zawierający go tom wierszy zebranych Veškerá poezie (Wszystka poezja). Edytorem tomu Lento (w okresie, gdy tom ten wyszedł musiał jednak pozostać anonimowy) i wydania zbiorowego z 1982 był przyjaciel poety, Ludvík Kundera; on też przygotował wybór Pohodlný život (1990, Wygodne życie). W Polsce ukazał się tom Słyszę kroki ementalera (1996) w wyborze i przekładzie Leszka Engelkinga. Ponadto utwory poety znalazły się w antologii Engelkinga Maść przeciw poezji (2008). Wiersze Wenzla, bliskie surrealizmowi, ale niepodlegające sztywnym ograniczeniom programowym, skrzące się fantastycznymi konceptami, naznaczone bardzo wyraźnym piętnem indywidualnym, pełne czarnego, wręcz wisielczego humoru, ironii i autoironii, poczucia absurdu, niezwykłych pomysłów językowych, mistyfikacji, silnie przesiąknięte autobiografizmem stanowią bardzo oryginalną propozycję poetycką.